# Jugoslavenski parlamentarni izbori 1945.
Parlamentarni izbori u Jugoslaviji odvili su se 11. studenog 1945. godine. Zbog bojkota oporbe, vladajuća Narodna fronta, širok savez s demokratskom platformom u kojemu je dominantna bila Komunistička partija Jugoslavije, bila je jedina politička opcija koja je sudjelovala u izborima, a nosioc njene liste bio je Josip Broz Tito. Prema službenim je podatcima u izborima za Savezno vijeće, kao i za Vijeće naroda, Narodna fronta osvojila oko 90 % glasova, s izlaznošću od oko 89 %.

## Birački sustav
Zakoni o izbornome sustavu (Zakon o biračkim spiskovima i Zakon o izborima narodnih poslanika) stvoreni su sredinom 1945. godine u Privremenoj narodnoj skupštini Demokratske Federativne Jugoslavije. »Opće, jednako pravo glasa« imale su osobe starije od 18 godina, a ta je dobna granica snižavana za pripadnike Narodnooslobodilačke vojske i Partizanskih odreda Jugoslavije; »određenom broju osoba čije se ponašanje u proteklom ratu ocjenjivalo neprijateljskim« oduzeto je pak pravo glasa. Određeno je da će izbori biti tajni i neposredni. »Temeljnim načelima« zakona protivio se tek manji broj zastupnika ideološki suprotstavljen većini.
Izbori u Savezno vijeće kombinirali su većinsko i razmjerno predstavništvo, dok su izbori za Vijeće naroda bili isključivo razmjerni. U cijeloj Jugoslaviji trebalo je izabrati 348 zastupnika u Savezno vijeće prema principu »1 zastupnik na 40 000 stanovnika«, pri čemu je u Hrvatskoj birano 86 zastupnika. Birači su glasali za liste umjesto za pojedinačne kandidate, a mandati su dodijeljeni prema apsolutnoj većini glasova.
Glasovanje je, kao i prije rata, organizirano gumenim kuglicama koje se ubacivalo u kutije lista. Kako bi se očuvala tajnost izbora, birači su pri glasanju morali staviti ruke u obje kutije.

## Kampanja
Zbog toga što su izborni zakon procijenili »izrazito nepovoljnim za sve stranke osim Narodne fronte«, oporba je sastavila zajedničku izjavu kojom su proglasili da će izostati iz izbora. Uslijed toga, odlučeno je da će biračka mjesta osim kutije za listu Fronte morati imati i »kutiju bez liste« kako bi se očuvala što viša izlaznost te javnosti dokazala demokratičnost donesenih zakona.
Narodnu frontu sačinjavale su sve snažnije predratne stranke, a slogan joj je bio »Potvrdite našu pobjedu!« Kampanju Fronte vodila je Izborna komisija Centralnog komiteta Saveza komunista Jugoslavije (CK SKJ), a formalni voditelj bila je Narodna fronta. Za Vijeće naroda, predložene su zatvorene liste, za svaku federalnu jedinicu po jedna. U Hrvatskoj je na čelo liste stavljen književnik Vladimir Nazor, a od 25 zastupnika koji su izabrani u Vijeće naroda Savezne skupštine bilo je samo 14 članova Komunističke partije. Postojala je namjera u Hrvatskoj organizirati i drugu listu kojoj bi nosilac bio Antun Babić (HSS), no iz nepoznatih razloga to nije učinjeno. Kako bi zauzeli prva mjesta, liste Komunističke partije morale su se po nalogu CK SKJ prijaviti »u mnogo ranijem roku nego što je Zakonom propisano,« ali putem izvršnih odbora Fronte i u dogovoru s njenim drugim strankama, sprječavajući pritom isticanje samostalnih kandidatura.
Javna kampanja NF-a zasnivala se na savezu narodâ i demokratskih struja, slobodi i nezavisnosti, republikanskom i federativnom ustroju države, dok je negativno ocjenjivala »nenarodne« struje, pod koje su spadali oni koji su zagovarali umetanje kuglice u kutiju bez liste, »reakcionarne grupe i stranke« te »svi oni koji su u bilo kom vidu pomogli okupatoru«. Kutije bez liste ismijavane su kao »crne«, »ćorave« ili »prazne« kako bi se odvratilo od glasovanja za njih.
Tjedan dana prije izbora, privremena vlada ugasila je oporbene novine Demokratija, tvrdivši da su nastojale uništiti duh Jugoslavenske narodne armije i podupirale stranu intervenciju.

## Tijek
Birači koji su kuglicu ubacili u kutiju bez liste bili su poznati »aktivistima« Saveza komunista (u Koprivnici ih se otkrivalo i vađenjem vrećice iz kutije), pa su ti birači kasnije ismijavani na masovnim sastancima i namjerno im se otežavalo pri podnošenju zahtjeva u mjesnim odborima.
Zbog toga što su na poslijeratnim izborima korištene kuglice od čvršće gume, proširile su se glasine kako one pri ispuštanju proizvode prepoznatljiv zvuk putem kojeg je moguće prepoznati osobe koje ne podržavaju Titovu listu.

## Rezultati
Narodna fronta odnijela je pobjedu na izborima, s oko 90 % potpore u oba vijeća prema službenim rezultatima. Unatoč tomu što je poznato da su se odvile »manje neregularnosti« poput opunomoćeničkog glasovanja, izmjena otvorenja birališta i narušavanja tajnosti glasovanja, arhivska građa ne pokazuje da su izbori falsificirani. Prema povjesničarki i politologinji Katarini Spehnjak, »službeni rezultati vjerojatno su i stvarni rezultati,« s time da je velika količina podrške vjerojatno, tvrdi, rezultat snažne političke mobilizacije putem »neprijepornih političkih parola« poput mira, nezavisnosti i republikanstva.
Unatoč tomu što je promonarhistička opozicija tvrdila da ima znatnu potporu u Hrvatskoj i Srbiji, odbijala je požaliti se na rezultate izbora zbog toga što je, kako tvrdi, doživjela zastrašivanje. Glasovi ubačeni u kutiju bez liste nisu utjecali na podjelu mandata, a lošiji rezultati Fronte u pojedinim gradovima i mjestima (npr. 39,5 % u Novom Marofu i 47,7 % u Ivancu) protumačeni su kao rezultat djelovanja »neprijatelja« te nedovoljnog ili nekvalitetnog rada Komunističke partije.
Osamnaest dana nakon izbora, novoizabrana vijeća i službeno su ukinula monarhiju te proglasila Federativnu Narodnu Republiku Jugoslaviju. Većinsko zastupništvo komunista u vijećima omogućilo je uspostavljanje vlasti Komunističke partije, koja će nastaviti vladati u jednostranačkome sustavu.
| Lista            | Glasovi   | %         | Mandata   |
| ---------------- | --------- | --------- | --------- |
| Narodna fronta   | 6 725 047 | 90,48     | 354       |
| kutija bez liste | 707 422   | 9,52      | 0         |
| Ukupno           | 7 432 469 | 100,00    | 354       |
|                  |           |           |           |
| Broj birača      | 8 383 455 | 8 383 455 | 8 383 455 |
| Izlaznost        | 88,66 %   | 88,66 %   | 88,66 %   |
| Izvori:          |           |           |           |

| Lista            | Glasovi   | %         | Mandata   |
| ---------------- | --------- | --------- | --------- |
| Narodna fronta   | 6 574 975 | 88,69     | 175       |
| kutija bez liste | 838 239   | 11,31     | 0         |
| Ukupno           | 7 413 214 | 100,00    | 175       |
|                  |           |           |           |
| Broj birača      | 8 383 455 | 8 383 455 | 8 383 455 |
| Izlaznost        | 88,43 %   | 88,43 %   | 88,43 %   |
| Izvori:          |           |           |           |

### Hrvatska
Zabilježeno je da je od 86 članova Saveznog vijeća iz Hrvatske bilo 56 članova Komunističke partije Hrvatske, 26 pripadnika Hrvatske republikanske seljačke stranke (tj. HSS-ovaca), trojica iz redova Samostalne demokratske stranke i jedan koji nije bio član niti jedne političke stranke. U Vijeću naroda bilo je park 14 članova Komunističke partije, 6 članova HRSS-a i 5 nestranačkih zastupnika.